# Eucalyptus gregsoniana
Espèce
Classification phylogénétique
Répartition géographique
Eucalyptus gregsoniana est une espèce de plantes à fleurs du genre Eucalyptus et de la famille des Myrtaceae. C'est un arbre rencontrée dans le sud-est de l'Australie.

## Description
C'est un arbre de type mallee à croissance lente mesurant 5 mètres de haut. L'écorce, blanche ou grise, se détache en fins et longs lambeaux sur le tronc.
Les feuilles adultes sont alternes, pétiolées, entières, lancéolées, falciformes, d'un gris-vert, mesurant 7 à 11 centimètres de long pour 1,2 à 2,5 mm de large.
Les fleurs, blanches ou crèmes apparaissent en été en ombelles par groupes de 5 à 7.

## Répartition et habitat
La distribution est parsemée en Nouvelle-Galles du Sud.
L'arbre aime les sols pauvres, sablonneux avec un drainage médiocre en altitude.

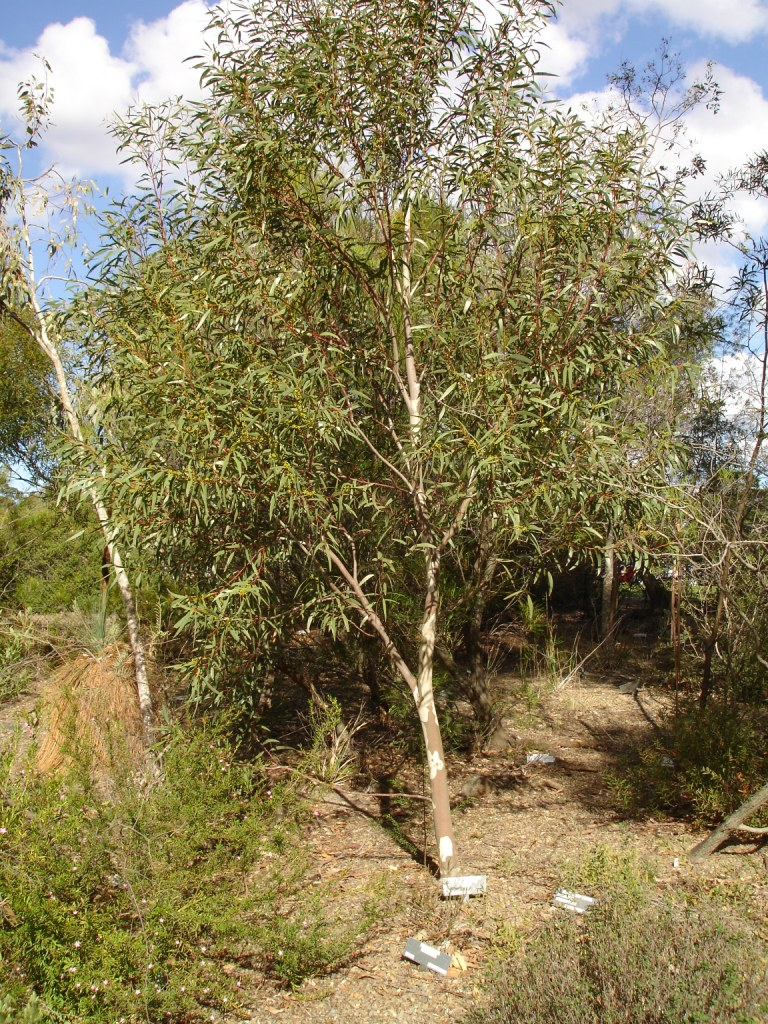
Arbre à Melbourne.